# Novo Banco
novobanco (Nou Banc, en portuguès) és un banc portuguès, establert el 4 d'agost de 2014, després d'una intervenció d'emergència del Banc de Portugal per guardar els bons actius del Banco Espírito Santo (BES). El rescat de BES es va precipitar amb motiu d'unes pèrdues històriques de 3.577 milions d'euros. D'altra banda, els actius tòxics de BES seran transferits a un altre banc dolent, pendent de ser creat. El seu president és Eduardo Stock da Cunha.
A finals de 2014, el Banc de Portugal va anunciar que hi havia 17 entitats interessades a adquirir el Novo Banco, entre les quals s'inclouen els bancs BPI, Santander Totta i Banco Popular, així com els grups Fosun i Apollo.